# 拉热内图斯
拉热内图斯（法語：La Geneytouse，法語發音：[la ʒənetuz]）是法国新阿基坦大区上维埃纳省的一个市镇，属于利摩日区。

## 地理
拉热内图斯（45°47'7"N, 1°28'2"E）面积19.35 平方千米，位于法国新阿基坦大区上维埃纳省，该省份为法国中西部省份，北起顺时针与安德尔省、克勒兹省、科雷兹省、多爾多涅省、夏朗德省和维埃纳省接壤。
与拉热内图斯接壤的市镇（或旧市镇、城区）包括：圣莱奥纳尔德诺布拉、欧雷伊、埃布勒、埃若、鲁瓦耶尔、圣但尼代米尔、圣保罗。

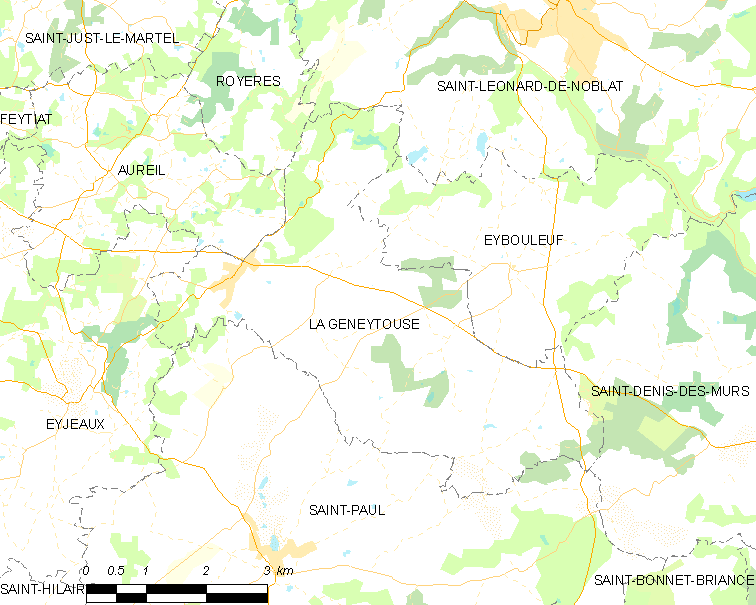
拉热内图斯的OSM定位图

拉热内图斯的时区为UTC+01:00、UTC+02:00（夏令时）。

## 行政
拉热内图斯的邮政编码为87400，INSEE市镇编码为87070。

## 政治
拉热内图斯所属的省级选区为圣莱奥纳尔-德诺布拉县。

## 人口

1962-2008年间拉热内图斯人口变化图示

拉热内图斯于2022年1月1日时的人口数量为988人。